# Giro d’Italia 1913

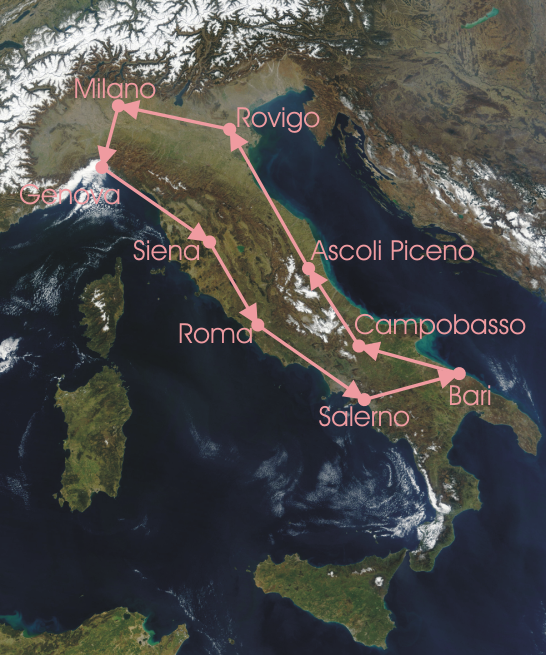
Streckenverlauf des Giro

Der 5. Giro d’Italia fand vom 6. bis 22. Mai 1913 statt. Das Radrennen bestand aus neun Etappen mit einer Gesamtlänge von 2.932 Kilometern.
Es war der letzte Giro, in dem die Gesamtwertung nach Punkten berechnet wurde und der erste, in der der Sieger keine Etappe gewann. Costante Girardengo erreichte auf diesem Giro seinen ersten Etappensieg.
Carlo Oriani errang den Giro-Sieg mit einer Durchschnittsgeschwindigkeit von 26,379 km/h (2932 km / 135,27 h  = 21,68 km/h; 2932 km / 26,379 km/h = 111,15 h; 26,379 km/h * 135,27 h = 3568 km; eine der Größen ist hier falsch) vor Eberardo Pavesi. Die Mannschaftswertung gewann Maino (Italien).

## Etappen
| Etappen   | Start – Ziel               | km  | Etappensieger       | Maglia Rosa      |
| --------- | -------------------------- | --- | ------------------- | ---------------- |
| 1. Etappe | Mailand – Genua            | 341 | Giuseppe Santhià    | Giuseppe Santhià |
| 2. Etappe | Genua – Siena              | 332 | Eberardo Pavesi     | Pierino Albini   |
| 3. Etappe | Siena – Rom                | 317 | Giuseppe Santhià    | Giuseppe Santhià |
| 4. Etappe | Rom – Salerno              | 341 | Giuseppe Azzini     | Giuseppe Santhià |
| 5. Etappe | Salerno – Bari             | 295 | Giuseppe Azzini     | Eberardo Pavesi  |
| 6. Etappe | Bari – Campobasso          | 256 | Costante Girardengo | Eberardo Pavesi  |
| 7. Etappe | Campobasso – Ascoli Piceno | 313 | Clemente Canepari   | Giuseppe Azzini  |
| 8. Etappe | Ascoli Piceno – Rovigo     | 413 | Lauro Bordin        | Carlo Oriani     |
| 9. Etappe | Rovigo – Mailand           | 321 | Eberardo Pavesi     | Carlo Oriani     |